# Schnappach
Schnappach ist ein Stadtteil von Sulzbach/Saar im Regionalverband Saarbrücken, Saarland.
Schnappach liegt im Norden des Stadtgebietes und ist der jüngste Stadtteil. Vor der Neugliederung gehörte der Ort zu St. Ingbert. Die Bebauungen von Altenwald und Schnappach gehen ineinander über.

## Geschichte
Der Name Schnappach lässt sich ableiten von dem mittelhochdeutschen Wort „snaben“, einer Nebenform von „sneben“ = hüpfen, springen, fallen. Der Bach hüpfte über die Steine. 1535 taucht der Ortsname „Schneipbach“ oder „Schneitbach“ erstmals als Flurbezeichnung auf. 1784 wurde die Mariannen-Glashütte erbaut. 1810 kam die Vopelius-Glashütte dazu, die später nach St. Ingbert verlegt wurde. 
Schnappach gehörte zur Stadt St. Ingbert in der bayerischen Saarpfalz. Der Ort bildete als kleine "Enklave" die Grenze zum preußischen Umland, in dem die Montanindustrie (Kohlenbergbau, Eisen- und Stahlindustrie)  prosperierte. Im Bayerischen galt Bier als Grundnahrungsmittel, im Preußischen jedoch nicht. Insofern kostete das Bier in Schnappach deutlich weniger als in den benachbarten preußischen Gemeinden. Bergbau- und Industriearbeiter hatten die Gewohnheit, "nach der Schicht" in Wirtshäusern zu verkehren, wegen des deutlich billigeren Biers vorzugsweise in Schnappach. Dies führte in kurzer Zeit zu einer enormen Kneipendichte. Nach Schilderungen eines alten Bergmanns gab es in Schnappach um die Jahrhundertwende (19./20. Jahrhundert) etwa 50 Häuser, ungefähr 15 davon beherbergten Wirtschaften.
Im Zuge der saarländischen Gebiets- und Verwaltungsreform kam der Ort am 1. Januar 1974 zur Stadt Sulzbach.

## Bedeutende Bürger von Schnappach
- Adam Berberich, Politiker (SPD), wurde in Schnappach geboren und wuchs dort auf.
- Fritz Berberich, Bildender Künstler, wurde in Schnappach geboren und wuchs dort auf.
- Wolfgang Krämer, Philologe und Historiker, Ehrenbürger von St. Ingbert und Gauting, wurde in Schnappach geboren.
- Julius Schneider, Widerstandskämpfer gegen den Nationalsozialismus, wurde in Schnappach geboren.
- Fritz Zolnhofer, Bildender Künstler, wuchs in Schnappach auf.